# وضعیت انقلابی
در میان اصطلاحات مارکسیستی، وضعیت انقلابی یک موقعیت سیاسی است که نشان‌دهندهٔ امکان وقوع یک انقلاب است. این مفهوم را ولادیمیر لنین در سال ۱۹۱۳ در مقاله خود با نام «Маёвка революционного пролетариата» (مایوکای پرولتاریای انقلابی) معرفی کرد. در این مقاله دو شرط برای یک وضعیت انقلابی شرح داده شد که بعداً به‌طور خلاصه اینگونه بیان شد: «پایینی‌ها نمی‌خواهند و بالایی‌ها نمی‌توانند به روش قدیم زندگی کنند». لنین در آثار بعدی خود شرط سومی را نیز مطرح کرد: فعالیت سیاسی زیاد توده‌های کارگر، آمادگی آنها برای اقدامات انقلابی.
لنین «وضعیت انقلابی» را اینگونه توصیف می‌کند:
«برای مارکسیست‌ها غیرقابل انکار است که انقلاب بدون وضعیت انقلابی غیرممکن است؛ علاوه بر این، هر موقعیت انقلابی به انقلاب نمی‌انجامد. به‌طور کلی، علائم یک وضعیت انقلابی چیست؟ اگر به سه علامت اصلی زیر اشاره کنیم، مطمئناً اشتباه نخواهیم کرد:
1. هنگامی که برای طبقات حاکم غیرممکن است که حکومت خود را بدون هیچ تغییری حفظ کنند؛ وقتی به هر شکلی در میان «طبقات بالا[ی جامعه]» بحرانی رخ می‌دهد، بحرانی در سیاست طبقهٔ حاکم است که منجر به شکافی می‌شود که نارضایتی و خشم طبقات تحت ستم از طریق آن فوران می‌کند. برای وقوع یک انقلاب، معمولاً این که «طبقات فرودست نخواهند» به روش قدیمی زندگی کنند، کافی نیست. همچنین لازم است که «طبقات بالا نتوانند» به شیوهٔ قدیمی حکومت کنند.
2. هنگامی که رنج و نیاز طبقات تحت ستم شدیدتر از حد معمول شده باشد.
3. هنگامی که در نتیجهٔ علل فوق، افزایش قابل توجهی در فعالیت توده‌ها رخ می‌دهد که بی‌شک و شکایت اجازه می‌دهند که در «زمان صلح» مورد غارت قرار گیرند، اما در زمان‌های آشفتگی، هم توسط شرایط بحران حاضر و هم توسط خود «طبقات بالا»، به درون یک کنش تاریخی مستقل کشیده می‌شوند.

به‌عنوان یک قاعدهٔ کلی، بدون این تغییرات عینی، که نه‌تنها از ارادهٔ گروه‌ها و احزاب، بلکه حتی از ارادهٔ طبقات فردی نیز مستقل هستند، انقلاب غیرممکن است. مجموع همهٔ این تغییرات عینی را وضعیت انقلابی می‌نامند.»